# Хосеп Сеньє
Хосеп Сеньє (ісп. Josep Señé, нар. 10 грудня 1991, Барселона) — іспанський футболіст, півзахисник клубу «Кастельйон».

## Ігрова кар'єра
Народився 10 грудня 1991 року в місті Барселона. Вихованець футбольної школи клубу «Тарраса», за основну команду якого 2010 року дебютував в іграх на дорослому рівні.
Того ж 2010 року перейшов до клубної структури мадридського «Реала», в якій протягом двох років виступа за «Реал Мадрид C».
Наступними командами в ігровій кар'єрі футболіста були «Реал Ов'єдо», «Сельта Віго» та «Культураль Леонеса».
2019 року уклав контракт з «Мальоркою», у складі якої не став гравцем основного складу і наступного року був відданий в оренду до «Кастельйона».